# Chacao (municipalité)
Pour les articles homonymes, voir Chacao.
Chacao est l'une des 21 municipalités de l'État de Miranda au Venezuela et la plus petite des cinq municipalités formant le district capitale de Caracas, (les autres étant Libertador, Baruta, Sucre et El Hatillo). Son chef-lieu est Chacao. En 2011, la population s'élève à 61 213 habitants.
Chacao est la municipalité la plus riche du Venezuela[réf. souhaitée].

## Étymologie
La municipalité est nommée en l'honneur du cacique Chacao qui a combattu la colonisation espagnole au XVIe siècle.

## Géographie
Cette municipalité est bordée à l'ouest par la municipalité Libertador, au sud par la municipalité Baruta, à l'est par la municipalité Sucre (Miranda) et par l'État de La Guaira au nord.

## Histoire
Leopoldo López a été maire de Chacao de 2000 à 2008.

### Subdivisions
La municipalité est constituée d'une seule paroisse civile :
- Chacao.

## Économie
Chacao est l'une des municipalités les plus riches du Venezuela, grâce à son économie dynamique et attractive. Elle abrite les plus grands centres commerciaux et financiers de la capitale vénézuélienne, les sièges des plus grandes banques du pays, le quartier d'affaires El Rosal, la plupart des grandes entreprises du pays et de nombreuses compagnies internationales comme 3M et Bayer. Elle accueille aussi de grands hôtels : JW Marriott et Embassy Suites by Hilton dans El Rosal et Campo Alegre, Caracas Palace dans Altamira, Renaissance La Castellana dans La Castellana.

## Relations internationales

### Jumelage
La ville de Chacao est jumelée avec :
- Cluj-Napoca (Roumanie) depuis le 9 novembre 1999